# مكسيم خرامتسوف
مكسيم سيرغيفيتش خرامتسوف (بالروسية:Максим Сергеевич Храмцов؛ من مواليد 12 يناير 1998) يُعرف باسم مكسيم خرامتكوف ، وهو لاعب روسي يمارس رياضة التايكوندو فاز بميداليات ذهبية في دورة الألعاب الأولمبية الصيفية لعام 2020 وبطولة العالم للتايكوندو 2017.
تدرب في البداية في الكاراتيه ، ولكن في عام 2011 تغير إلى التايكوندو لأنه أراد المنافسة في الأولمبياد.